# 伊顿 (美国公司)
Eaton Corporation（伊頓公司）是一家智慧電源管理公司。提供的解決方案可幫助其客戶管理電氣和機械動力，包括電氣產品，電氣系統和服務，航太和車輛。 電氣產品部門包括電氣組件，工業組件，住宅產品，單相電力品質，火災探測，佈線設備，結構支撐系統和電路保護。 航太部門是商業和軍事用途的航空燃料，液壓系統和氣動系統的供應商。 車輛部門提供汽車，輕型卡車和商用車的傳動系統，動力總成系統和關鍵零部件的設計，製造，銷售和供應。

## 历史
1911年成立于美国。2022年，其营业额約为208億美元。公司总部位于爱尔兰岛都柏林。伊顿大约有十万名员工，销售面向超过全球超过175个国家的顾客。
2007年伊頓宣布收購台灣不斷電系統製造商飛瑞電子，並於2008年將飛瑞於台灣證券交易所下市。合併後的公司將以伊頓飛瑞慕品股份有限公司(Eaton Phoenixtec MMPL Co., Ltd.)名稱在汐止廠持續生產製造UPS產品，以及由台南廠慕品生產高爾夫球握把。
2012年伊頓收購了Cooper Industries；庫珀工業於2006年收購了G＆H Technology（伯頓產品的製造商）。長達多年的業務整合、策略戰略整合、系統合併、精簡人力政策等各項調整，合計裁員7000多個職位。
2014年亞太區客戶體驗中心在中國深圳正式啟用。全新的體驗中心佔地190平方公尺（2045平方英尺），將可提供伊頓亞太地區客戶和業務合作夥伴標準定製化解決方案。
2016年伊頓宣布裁員，對科爾尼工廠(Kearney Facility)進行重組。
2016年伊頓宣布關閉其比里亞工廠(Berea factory)，該工廠生產液壓管路的快速連接接頭,裁員超過100人。
2018年伊頓將台北市內湖區的內湖總部大樓出售完成，移往由2008年收購的飛瑞汐止廠為台灣分部，繼續支援台灣客戶及研發銷售Made in Taiwan產品。在台灣UPS領域的品牌當中，伊頓是少數在台灣設有工廠與研發團隊的外商公司。
2018年伊頓公告馬頭市(Horseheads)進行計劃性裁員。
2018年印第安納州公司購買伊頓在斯賓塞的工廠,該工廠曾是斯賓塞公司的最大雇主。高峰時，員工人數接近800人。作為一系列重組和降低成本舉措的一部分，伊頓公司宣布裁員180多人，導致該工廠關閉。
2019年10月15日伊頓宣布出售旗下照明業務給昕諾飛（Signify NV，泛歐證券交易所代碼：LIGHT），以現金14億美元售出。受制於慣例成交條件和監管部門的審批，於2020年第一季度完成整個出售。
2019年8月1日伊顿以9.2億美元收購TransDigm集團的Souriau-Sunbank連接技術業務。
2019年6月13日伊頓宣布將於2020年關閉貝爾蒙德工廠(Eaton Corporation factory in Belmond),合計裁員184個職位。
2020年1月21日伊頓達成協議以33億美元現金將其液壓業務出售給丹麥工業公司Danfoss A/S。
2020年1月 伊頓重型變速箱總成部門(heavy-duty transmission assembly division)宣佈因業務調整將進行裁員或優退。
2020年2月 伊頓宣佈關閉愛荷華州的灰鐵加工工廠(Gray iron machining facility)，合計裁員250個職位。
2020年3月 伊頓宣佈科爾尼的伊頓工廠(Kearney's Eaton plant)於3月20日關閉, 公司無法推測何時重新開放。
2020年3月 位於金斯山（Kings Mountain）的伊頓工廠正式關閉了其最大的裝配線之一，該裝配線負責變速箱的生產。伊頓努力的為某些長期在職的員工提供提前退休的選擇。
2020年7月 伊頓台北廠區「高科技廠房電能品質實驗室」正式揭幕，是伊頓公司除了美國、芬蘭、中國以外的一個大型供電方案測試場地，針對台灣半導體廠房與資料中心，進行測試與應用研究。
https://ctee.com.tw/industrynews/technology/298254.html （页面存档备份，存于）
2020年12月 深耕中國。收購中國溫州的環宇集團浙江高科股份有限公司(HuanYu High Tech, 簡稱∶環宇高科) 50%的股份。環宇高科2019年實現銷售額1.06億美元。環宇高科是中國電氣設備製造商環宇集團(HuanYu Group)旗下子公司。
2021年2月 宣布已簽署收購Cobham Mission Systems (「CMS」) 的協議，收購受慣例成交條件限制，預計將於 2021 年下半年完成。
2021年3月22日，伊頓公司（Eaton Corporation）以未公開的價格收購了Green Motion。
2022年11月，伊頓台北廠區「關鍵電力品質儲能實驗室」正式運作，滿足台灣半導體與高科技客戶的用電大戶儲能需求。
https://www.cna.com.tw/postwrite/chi/329072 （页面存档备份，存于）
伊頓台北廠獲選2017世界級工廠，以及2019-2022蟬聯4年伊頓全球模範工廠。